# Кузнецов, Евгений Александрович
Евге́ний Алекса́ндрович Кузнецо́в (род. 14 мая 1947, Фрунзе) — советский и российский физик-теоретик. Академик РАН (2016), заместитель председателя Научного совета РАН по нелинейной динамике, координатор программы Президиума РАН «Фундаментальные проблемы нелинейной динамики».
Заместитель директора Института теоретической физики им. Л. Д. Ландау РАН (1997—2003), главный научный сотрудник лаборатории математической физики в Физическом институте им. П. Н. Лебедева РАН (с 2004 года).
Лауреат Премии РАН имени Л. И. Мандельштама (2012). Имеет более 7 800 цитирований своих работ в индексируемых научных журналах и индекс Хирша — 42.

## Биография
Родился во Фрунзе. В 1954—1963 годах учился в школе N 27 г. Барнаула. В 1963—1964 годах учился в первой в СССР физико-математической школе в Новосибирском академгородке. С 1964 году студент физического факультета Новосибирского государственного университета, который окончил в 1969 году. После университета был принят в Институт ядерной физики СО АН СССР в отдел Р. З. Сагдеева. Сначала работал в качестве стажёра-исследователя, затем был аспирантом ИЯФ.
Под руководством Владимира Евгеньевича Захарова защитил в 1973 году кандидатскую диссертацию на тему «Некоторые вопросы динамики и кинетики нелинейных волн в плазме».
После защиты диссертации был приглашён в Институт автоматики и электрометрии (ИАиЭ) СО АН СССР его директором Ю. Е. Нестерихиным. Сначала работал младшим, затем старшим научным сотрудником. После защиты докторской диссертации на тему «Устойчивость нелинейных волн и проблема турбулентности» в 1980 году в ИКИ АН СССР организовал лабораторию нелинейной физики. Сразу после окончания НГУ начал преподавать на физическом факультете НГУ, пройдя все ступени, начиная от ассистента и кончая профессором кафедры теоретической физики. В течение 7 лет читал оригинальный курс «Методы математической физики», ориентированный на студентов-физиков. За время работы в ИАиЭ СО РАН выполнил ряд работ по теории двумерных слабонадкритических структур (совместно с М. Д. Спектором), по коллапсу звуковых волн (совместно с С. Л. Мушером), по устойчивости нелинейных волн со своими учениками А. В. Михайловым и С. К. Турицыным.
В 1992 году перешёл в Институт теоретической физики имени Л. Д. Ландау.
В 1997—2003 годах — заместитель директора Института теоретической физики им. Л. Д. Ландау РАН. С 2004 года работает главным научным сотрудником сектора математической физики в Физическом институте им. П. Н. Лебедева РАН.
С 1995 года в течение 9 лет был председателем секции теоретической физики РФФИ, заместителем председателя экспертного совета ВАК по физике (2001—2013). В настоящее время является заместителем председателя Научного совета РАН по нелинейной динамике, координатором программы Президиума РАН «Фундаментальные проблемы нелинейной динамики».
В 1997 году избран членом-корреспондентом РАН по отделению общей физики и астрономии (теоретическая физика), в 2016 году — академиком РАН.

## Общественная позиция
В феврале 2022 года подписал открытое письмо российских учёных и научных журналистов с осуждением вторжения России на Украину и призывом вывести российские войска с украинской территории.

## Научные достижения
Евгений Александрович Кузнецов оказал существенное влияние на развитие нелинейной физики. Ему принадлежит целый ряд основополагающих результатов в теории плазмы, гидрофизике, нелинейной оптике, математической физике и оптических телекоммуникацях, которые изменили представление о нелинейной динамике и нелинейных когерентных волновых явлениях в плазме, газах, жидкостях и твёрдом теле.
Важным вкладом в теорию нелинейных волн являются исследования Е. А. Кузнецова по теории волновых коллапсов. Им предсказаны и изучены явления коллапса электромагнитных волн в плазме, открыт коллапс звуковых волн и исследовано его влияние на структуру бесстолкновительных ударных волн в замагниченной плазме.
В цикле работ Е. А. Кузнецовым решён ряд фундаментальных проблем устойчивости нелинейных волн, зарождения и развития турбулентности. Его исследования привели к созданию теории слабонадкритичной конвекции (совместно с М. Д. Спектором), объяснившей классические эксперименты Бенара по возникновению гексагональных ячеек, к новому описанию топологически нетривиальных течений (совместно с А. В. Михайловым). Ввел канонические переменные в МГД (совместно с В. Е. Захаровым), построил нелинейную теорию неустойчивости Кельвина-Гельмгольца (совместно с П. М. Лушниковым), открыл коллапс волн в пограничном слое. Его пионерские работы по теории коллапса в гидродинамике как процесса опрокидывания вихревых линий кардинальным образом изменяют представления о природе колмогоровского спектра развитой гидродинамической турбулентности. Для МГД с большим значением бета им совместно с T. Passot и Р. L. Sulem развита нелинейная теория зеркальной неустойчивости плазмы с анизотропией давления, предсказано явление опрокидывания магнитных силовых линий, которое вместе с коллапсом быстрых магнитозвуковых волн объясняет ряд экспериментальных спутниковых данных по магнитопаузе Земли. При активном участии Е. А. Кузнецова разработана теория возникновения особенностей на поверхности жидкости и их влияния на спектры турбулентности волн на воде. Им построена теория трёхмерных замагниченных ионнозвуковых солитонов (на основе уравнения Захарова-Кузнецова), впервые найдены анизотропные спектры колмогоровского типа для МГД турбулентности, изучена кинетика и выявлены поляризационные аномалии индуцированного рассеяния электромагнитных волн в изотропной плазме, найдена серия важных универсальных моделей нелинейной математической физики, включая трёхмерную интегрируемую гидродинамику. Принципиальное значение имеет открытый им фазово-градиентный механизм образования спайков, находящий важные приложения в задачах конвекции и генерации коротких импульсов в лазерах. При активном участии Е. А. Кузнецова развита теория бифуркаций солитонов — аналогов фазовых переходов — с приложениями к нелинейной оптике и гидрофизике. Е. А. Кузнецов внёс крупный вклад в развитие гамильтоновой теории нелинейных сред и исследования устойчивости солитонов, в том числе оптических. Установил неустойчивость трёхмерных солитонов в средах со слабой дисперсией и исследовал её нелинейную стадию. Предсказал (совместно с С. К. Турицыным) неустойчивость тёмных оптических солитонов, которая впоследствии была обнаружена экспериментально. Он совместно со своими учениками существенно усовершенствовал теорию солитонов в оптических волокнах, что уже находит применение в технике телекоммуникаций.

### Научные публикации
Опубликовал более 150 научных работ. Некоторые из них:
- В. Е. Захаров, Е. А. Кузнецов, Солитоны и коллапсы: два сценария эволюции нелинейных волновых систем, Успехи физ. наук, 182 (6), 569—592 (2012).
- Е. А. Кузнецов, Д. А. Шапиро, Методы математической физики : курс лекций. Часть I, Новосибирск: НГУ, 114 стр. (2011).
- E. A. Kuznetsov, F. Dias, Bifurcations of solitons and their stability, Phys. Reports, 507(2-3), 43-105 (2011).

## Премии и награды
- 2012 — Премия РАН имени Л.И. Мандельштама (2012) за цикл работ «Волновые коллапсы в плазме, оптике и гидродинамике» (совместно с Геннадием Михайловичем Фрайманом)
- 2024 — Медаль ордена «За заслуги перед Отечеством» II степени (5 февраля 2024 года) — за большой вклад в развитие отечественной науки, многолетнюю плодотворную деятельность и в связи с 300-летием со дня основания Российской академии наук[2].